# Jayanagar (Rautahat)
Pour les articles homonymes, voir Jayanagar.
Jayanagar (en népalais : जयनगर) est un comité de développement villageois du Népal situé dans le district de Rautahat. Au recensement de 2011, il comptait 5 692 habitants.